# 金澤 (密蘇里州)
金澤（英語：Kinzer）是位於美國密蘇里州巴特勒縣的非建制地區。

## 歷史
金澤的郵局於1884年設立，其後於1886年停運。

## 地理
金澤所處的海拔為高於海平面101米（即331英呎），而該地所採用的時區為UTC-6，即北美中部時區（CST）。同時該地設有夏令時間，為UTC-6調快一小時，即UTC-5（CDT）。